# Diedrich Morneweg
Diedrich Morneweg († 23. September 1373 auf Pilgerfahrt) war Ratsherr der Hansestadt Lübeck.

## Leben
Diedrich Morneweg war ein Enkel des Lübecker Bürgermeisters Hermann Morneweg. Er wurde 1369 in den Lübecker Rat erwählt. Diedrich Morneweg starb auf einer Pilgerreise nach Jerusalem.
Er war verheiratet mit Elisabeth, einer Tochter des Lübecker Bürgers Eberhard Schepenstede, und bewohnte das Hausgrundstück Königstraße 47/49 in der Lübecker Altstadt. Seine Witwe heiratete in zweiter Ehe den Ratsherrn und späteren Lübecker Bürgermeister Johann Niebur.